# Evangelische Altenheimat
Die Evangelische Altenheimat ist ein Anbieter sozialer Dienstleistungen in Stuttgart. Die gemeinnützige Stiftung betreibt derzeit 16 Heime und Einrichtungen an 9 Standorten mit über 1150 Plätzen, außerdem 370 betreute Wohnungen. Die Stiftung ist Mitglied im Diakonischen Werk Württemberg.

## Geschichte
Gegründet wurde im Jahr 1874 die „Dienstbotenheimat“ vom Pfarrer Philipp Paulus in Fellbach, gedacht als „Heim für ältere und invalide Mägde“. Im Jahr 1928 erfolgte die Umbenennung von „Dienstbotenheimat“ zur „Evangelischen Frauenheimat“ sowie 1974 schließlich zur „Evangelischen Altenheimat“.